# Mondamin (Gott)
Mondamin oder Mandaamin ist in der indianischen Mythologie der nordamerikanischen Ureinwohner ein Gott, vermutlich ursprünglich der Miami oder der Anishinabe (auch: Ojibwa oder Chippewa).
Der Sage nach hat Mondamin ihnen den Mais geschenkt, indem er sich in ein Maisfeld verwandelte, nachdem er besiegt wurde.
Bekannt ist Mondamin auch durch das Gedicht The Song of Hiawatha von Henry Wadsworth Longfellow über Häuptling Hiawatha, wo Mondamin als personifizierter Mais beschrieben wird, und den Film Song of Hiawatha.
In Deutschland ist der Name Mondamin insbesondere als Markenname der jetzt zu Unilever gehörenden Mondamin GmbH bekannt, die 1913 als Produzent von Maisstärke gegründet wurde und den Namen bewusst als Hinweis auf die Hiawatha-Sage wählte.